# Ыджыдъёль (приток Югыдвожа)
Ыджыдъёль (устар. Вася-Эде-Ёль) — река в России, протекает в Республики Коми по территории округа Вуктыл.

## География
Устье реки находится в 18 км по правому берегу реки Югыдвож. Длина реки составляет 23 км.
В 18 км от устья, по левому берегу реки впадает река Сывъёль.

## Данные водного реестра
По данным государственного водного реестра России относится к Двинско-Печорскому бассейновому округу, водохозяйственный участок реки — Печора от водомерного поста у посёлка Шердино до впадения реки Уса, речной подбассейн реки — бассейны притоков Печоры до впадения Усы. Речной бассейн реки — Печора.
Код объекта в государственном водном реестре — 03050100212103000061739.